# Vasile Paraschiv

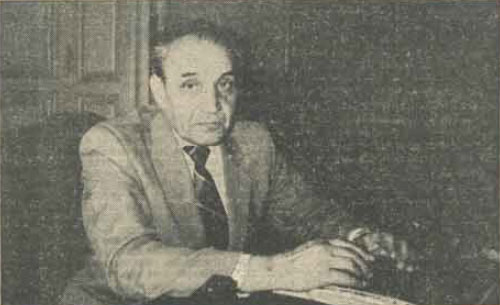
Vasile Paraschiv

Vasile Paraschiv (* 3. April 1928 in Ordoreanu, Kreis Ilfov; † 4. Februar 2011 in Ploiești, Kreis Prahova) war ein rumänischer Aktivist und Dissident.

## Leben
Paraschiv entstammte einer armen Familie aus dem Dorf Ordoreanu und verließ sein Elternhaus im Alter von 12 Jahren, um im nahegelegenen Bukarest eine Verdienstmöglichkeit zu suchen. Dort arbeitete er von 1940 bis 1946 als Ladengehilfe, bevor er eine Arbeit bei der Konsumgenossenschaft „Victoria“ fand. Diese war von der Rumänischen Kommunistischen Partei (RKP) nach dem Zweiten Weltkrieg gegründet worden, um die Versorgung der Arbeiter mit Grundnahrungsmitteln zu gewährleisten. Im November 1946 trat Paraschiv selbst der RKP bei. Von Dezember 1947 bis zu seiner Einberufung in die rumänische Armee am 20. November 1949 nach Deva war er Angestellter bei der Zentralpost in Bukarest. Vom 1. Januar 1950 bis zum 23. August 1951 besuchte Paraschiv die Offiziersschule in Sibiu, die er mit dem Grad des Leutnants absolvierte. Anschließend wurde er in das Regiment von Ploiești versetzt, wo er zum ersten Mal die Macht der RKP zu spüren bekam: die Partei untersagte ihm die Heirat aufgrund der „sozialen Herkunft der Braut“. Auch der Versuch, ein Jurastudium in Bukarest zu beginnen, schlug fehl, so dass Paraschiv stattdessen die Școala Tehnică de Telecomunicații besuchte, wo er 1958 eine Ausbildung zum Fernmeldetechniker abschloss. Anschließend trat er eine Stelle bei der Post von Ploiești an und wurde 1962 zunächst nach Câmpina und dann nach Brazi versetzt. Am 6. Dezember 1963 mussten Paraschiv und seine Familie ihre Wohnung in Ploiești räumen und konnten erst zehn Monate später nach erfolgreicher Klage wieder zurückkehren.
Paraschiv trat im November 1968 aus der RKP aus. Nachdem er sich trotz Ausübung massiven Drucks weigerte, seine Entscheidung zurückzunehmen, wurde er am 28. Juli 1969 verhaftet und für fünf Tage in die psychiatrische Klinik von Urlați zwangseingewiesen. Am 3. März 1971 unterbreitete Paraschiv in einem Brief an das Zentralkomitee der RKP und den rumänischen Gewerkschaftsbund Uniunea Generală a Sindicatelor din România elf Vorschläge zur Umgestaltung der Gewerkschaften in freie Organisationen. Daraufhin wurde er erneut verhaftet und in eine psychiatrische Klinik eingewiesen. Am 1. Dezember 1976 entdeckte die Securitate die Kopie eines Briefes, den Paraschiv gemeinsam mit Alexandru Ungureanu an Radio Free Europe geschickt hatte. Es folgte eine neuerliche Verhaftung und die Zwangseinweisung in die Klinik von Câmpina, wo der leitende Arzt Paraschiv Paranoia attestierte.
Im Februar 1977 erfuhr Paraschiv von der Aktion des Schriftstellers Paul Goma, der sich für die Einhaltung der Menschenrechte in Rumänien aussprach, und beschloss, diesen zu unterstützen. Nachdem der erste Versuch einer Kontaktaufnahme mit einer weiteren Verhaftung Paraschivs durch Sicherheitsbeamte geendet hatte, gelang es ihm am 5. Februar 1977 im zweiten Anlauf, einen Protestbrief Gomas an die KSZE-Folgekonferenz in Belgrad mit zu unterschreiben. Dem Brief war eine Reihe von Dokumenten beigefügt, durch die sein Fall auch der westlichen Öffentlichkeit bekannt gemacht wurde. Vor einem neuerlichen Treffen mit Goma wurde Paraschiv von Sicherheitskräften verhaftet, geschlagen und für 45 Tage in die psychiatrische Klinik von Săpoca weggesperrt. Am 20. Mai 1977 kehrte Vasile Paraschiv an seinen Arbeitsplatz nach Otopeni zurück. In der Zwischenzeit war von der Staatsanwaltschaft Ploiești ein Unterbringungsverfahren eingeleitet worden, um Paraschiv endgültig in ein Heim für Geisteskranke in Călimănești abschieben zu können. Der zuständige Richter wandelte diesen Antrag in eine Anordnung für ambulante psychiatrische Pflege um, der sich Paraschiv jedoch entzog. Im Herbst 1977 forderte er stattdessen die Ausstellung eines Reisepasses für eine Fahrt nach Österreich an. Dieser wurde ihm in der Hoffnung gewährt, dass sich der unbequeme Staatsbürger in den Westen absetzen würde. Vasile Paraschiv verließ am 20. November 1977 gemeinsam mit seinem Sohn Radu das Land. Mit der Unterstützung einer Wiener Hilfsorganisation bekam er ein Reisevisum für Frankreich, wohin er am 27. Januar 1978 aufbrach. In Paris wies Paraschiv im Rahmen einer Pressekonferenz auf den Missbrauch der Psychiatrie durch das kommunistische Regime Ceaușescus als Mittel zur politischen Unterdrückung hin und ließ sich durch eine achtköpfige medizinische Kommission gesundheitlich untersuchen. Nachdem keine Schäden bei ihm diagnostiziert wurden, setzte sich Paraschiv mit führenden französischen Gewerkschaftern in Verbindung und forderte im Rahmen einer Pressekonferenz am 18. April 1978 erneut die Liberalisierung des rumänischen Gewerkschaftswesens. Neun Tage später kehrte er nach Rumänien zurück, wurde jedoch in Curtici an der ungarisch-rumänischen Grenze an der Einreise gehindert und des Landes verwiesen. Nach mehreren von Wien aus gestarteten Einreiseversuchen Paraschivs wurde der Druck der öffentlichen Meinung auf die Rumänische Botschaft in Österreich so groß, dass ihm am 9. Juli 1978 die Rückkehr in die Heimat gestattet wurde.
Dort wurde ihm mitgeteilt, dass sein alter Arbeitsvertrag aufgrund mehrfachen unentschuldigten Fehlens aufgelöst worden war und er in die Fabrica de Prototipuri și Proiectare Tehnologică nach Ploiești versetzt werden würde. Im Rahmen einer Gewerkschaftssitzung verlas Paraschiv dort den Fabrikarbeitern die Gründungserklärung des Sindicatul Liber al Oamenilor Muncii din România, der freien Gewerkschaft rumänischer Werktätiger. Diese Aktion hatte mehrere Angriffe auf seine körperliche Unversehrtheit zur Folge. Im März und April 1979 wurde er mehrfach auf offener Straße angegriffen und geschlagen, am 28. Mai 1979 wurde er von vier Mitarbeitern der Securitate in einen Wald in der Nähe von Ploiești entführt, wo er brutal verprügelt und gequält wurde. Nach einem mehrtägigen Krankenhausaufenthalt, der einer Isolationshaft gleichkam, nahm er Mitte Juni 1979 seine Arbeit wieder auf. Paraschivs Sohn lebte inzwischen in den Vereinigten Staaten und die Versuche, ihn ab 1980 dort zu besuchen, scheiterten an der Weigerung der rumänischen Behörden, den notwendigen Reisepass auszustellen. Auch dieser Fall wurde von Radio Free Europe aufgegriffen und Paraschivs Anliegen im Oktober 1986 öffentlich verlesen.
Am 7. Mai 1987 wurde Paraschivs Wohnsitz von der Securitate durchsucht, um systemkritisches Beweismaterial zu sichern. Die beschlagnahmten Dokumente wurden eine Woche lang ausgewertet und am 14. Mai 1987 kam es zu der zweiten Entführung Paraschivs durch den rumänischen Geheimdienst. Ohne gültigen Haftbefehl wurde er in eine abgelegene Berghütte bei Câmpina verschleppt und dort vier Tage lang gefoltert und mit dem Tode bedroht. Erst nachdem er ein ihm vorgelegtes Schreiben, in dem er sich zu den Werten der Rumänischen Kommunistischen Partei bekannte, unterzeichnete, ließ man ihn wieder frei und stellte einen Mitarbeiter mit dem Decknamen „Nicolae“ ab, der Paraschivs Handlungen ständig überwachte. Paraschiv verfasste ein Dokument, in dem er sich von den unter Druck unterschriebenen Aussagen distanzierte, und musste eine neue Wohnung beziehen, in der sein Telefon abgehört wurde und in der er häufig unangemeldeten Besuch von Securitate-Mitarbeitern bekam. Am 22. März 1989 wurde Paraschiv auf offener Straße verhaftet und in dieselbe Berghütte wie 1987 gebracht, wo es sieben Tage lang zu Folterungen kam, mit denen sein Wille gebrochen werden sollte. Am Ende unterzeichnete Paraschiv erneut ein Dokument, mit dem seine Loyalität gegenüber dem rumänischen Regime zum Ausdruck gebracht werden sollte.
In zwei autobiographischen Büchern, die 2005 und 2007 veröffentlicht wurden, beschrieb Paraschiv unter anderem im Detail die Methoden, mit denen der rumänische Staatsapparat ihm gegenüber vorgegangen war. Im Dezember 2008 geriet Paraschiv in die Schlagzeilen, als er sich weigerte, den Stern von Rumänien, die höchste rumänische Auszeichnung, von Staatspräsident Traian Băsescu entgegenzunehmen, und diesen im Rahmen der Zeremonie im Schloss Cotroceni einen „Kommunisten“ nannte.
Paraschiv lebte zuletzt in Ploiești, wo er am 4. Februar 2011 verstarb.

## Werke
- Vasile Paraschiv: Lupta mea pentru sindicate libere în România. Terorismul politic organizat de statul comunist. Editura Polirom, Iași 2005, ISBN 973-46-0053-2.
- Vasile Paraschiv: Așa nu se mai poate, tovarășe Nicolae Ceaușescu! Editura Curtea Veche, Bukarest 2007, ISBN 978-973-669-467-7.